# Gare d'Ainola
La gare d'Ainola (en finnois : Ainolan rautatieasema, en suédois : Ainola järnvägsstation) est une gare ferroviaire du transport ferroviaire de la banlieue d'Helsinki et située à Järvenpää en Finlande. 

## Situation ferroviaire
La gare est desservie par les trains de banlieue R et T. 
Les trains pour Helsinki partent de la voie 1 et les trains pour Riihimäki partent de la voie 2.

## Histoire
La gare de Kyrölä est renommée gare d'Ainola le 1er juin 2015 pour célébrer le 150ème  anniversaire du compositeur Jean Sibelius,.
Ainola était la maison de Jean Sibelius et de son épouse Aino Sibelius.
Le trajet à pieds entre Ainola et la gare d'Ainola prend environ 20 minutes.